# Дол при Стоперцах
Дол при Стоперцах (словен. Dol pri Stopercah) је насељено место у општини Мајшперк, Подравска регија, Словенија.

## Историја
До територијалне реорганизације у Словенији био је у саставу старе општине Птуј.

## Становништво
У попису становништва из 2011. године, Дол при Стоперцах је имао 34 становника.
| Број становника према пописима | Број становника према пописима | Број становника према пописима |
| ------------------------------ | ------------------------------ | ------------------------------ |
| 1991                           | 2002                           | 2011                           |
| 56                             | 40                             | 34                             |

Напомена: Године 1974. настала издвајањем дела из насеља Ситеж.